# Haseneck (Windorf)
Haseneck ist eine Einöde in des Marktes Windorf im Landkreis Passau in Niederbayern.

## Geographie
Haseneck gehört zur Gemarkung Albersdorf und besteht aus einem Vierseithof mit Nebengebäuden. Östlich vom Hof ist eine Wegkapelle aus dem 19./20. Jahrhundert zu finden. Die unmittelbaren Nachbarorte sind Naßkamping im Westen, Endreith im Osten und Bertholling im Süden.